# HMS Nile (1888)
HMS Nile – brytyjski pancernik wieżowy, zbudowany dla Royal Navy na przełomie lat 80. i 90. XIX wieku. Należał do dwuokrętowego typu Trafalgar, zaprojektowanego przez Williama White’a jako rozwinięcie wcześniejszego typu Admiral oraz pary siostrzanych „Victoria” i „Sans Pareil”. Przez większą część aktywnej służby przebywał na Morzu Śródziemnym. Przeniesiony do rezerwy w 1903 roku, został sprzedany na złom w roku 1912.

## Opis konstrukcji
„Nile” był zbudowany według obowiązującej wówczas koncepcji: jako pancerny okręt o niskiej burcie, z głównym uzbrojeniem umieszczonym w dwóch wieżach artyleryjskich na dziobie i rufie, z nadbudówką na śródokręciu. Najważniejsze mechanizmy były chronione pancerzem typu compound (przekładkowym, stalowo-żelaznym), składającym się z pasa burtowego o maksymalnej grubości 508 mm na śródokręciu i 356 mm na końcach, grodzi grubości 406 mm (dziobowa) i 356 mm (rufowa) oraz cytadeli pancernej zamkniętej grodziami poprzecznymi grubości do 457 mm, ze ścianami identycznej grubości, nakrytej pokładem pancernym o grubości 76 mm. Ściany wież artyleryjskich miały grubość 457 mm, bateria dział średniego kalibru 102–127 mm, bojowa wieża dowodzenia 356 mm. Całość ważyła 4228 ton, co stanowiło 33,5% wyporności pancernika.
Główne uzbrojenie stanowiły cztery odtylcowe działa kal. 343 mm, o długości lufy 32 kalibry, umieszczone w dwóch wieżach artyleryjskich na dziobie i rufie. Nowinką, zastosowaną po raz pierwszy na okrętach tej klasy w Royal Navy, były działa szybkostrzelne artylerii średniej. Było to sześć armat kal. 120 mm, rozmieszczonych po trzy na burtach na pokładzie bateryjnym w nadbudówce. Poza tym uzbrojenie uzupełniało osiem dział 6-funtowych, dziewięć 3-funtowych oraz sześć wyrzutni torped kal. 356 mm. Dwie z nich zostały w późniejszym okresie zdemontowane.
Pancernik był napędzany przez dwie trójcylindrowe maszyny parowe potrójnego rozprężania Maudslay, o łącznej mocy normalnej 7500 ihp, 12 000 ihp z przeforsowaniem, co pozwoliło osiągnąć na próbach prędkość maksymalną 16,75 węzła (prędkość maksymalna podczas normalnej eksploatacji nie przekraczała 13 węzłów). Parę do maszyn dostarczało sześć kotłów cylindrycznych. Maksymalny zapas węgla, 1200 ton, dawał zasięg 6500 mil morskich przy prędkości ekonomicznej 10 węzłów.

## Przebieg budowy i służby
Stępkę pod HMS „Nile” położono w Pembroke Dockyard w Pembroke Dock 8 kwietnia 1886 roku, wodowanie nastąpiło 27 marca 1888 roku a do służby został wcielony 10 lipca 1891 roku. Całkowity koszt budowy wyniósł 885 718 funtów. Wcielenie nastąpiło z rocznym opóźnieniem, okręt ukończony praktycznie w lipcu 1890 roku przez rok oczekiwał na wieże z działami głównego kalibru. Po ukończeniu wielkich manewrów floty w lecie 1891 roku, pancernik został skierowany w skład Floty Śródziemnomorskiej, zastępując tam HMS „Benbow”. Służbę na tym akwenie zakończył w 1898 roku, kiedy został skierowany do ochrony bazy w Devonport. W marcu 1903 roku został przeniesiony w skład floty rezerwowej, powracał jeszcze na krótko do czynnej służby. Ostatecznie został sprzedany na złom 9 lipca 1912 roku za 34 900 funtów.